# Protonemura brachystyla
Protonemura brachystyla is een steenvlieg uit de familie beeksteenvliegen (Nemouridae). De wetenschappelijke naam van de soort is voor het eerst geldig gepubliceerd in 1988 door Zhiltzova.